# Valentín Solagaistua
Valentín Solagaistua Canales, también Valentín Solagaistúa Canales (Algorta, 1937 - 10 de mayo de 2011), fue un político del País Vasco (España).

## Biografía
Perteneció a la banda terrorista ETA durante la dictadura franquista. Estuvo encarcelado durante cuatro años y luego partió al exilio, a Venezuela, donde entró en contacto con históricos dirigentes de Acción Nacionalista Vasca, como Pello Irujo o Gonzalo Nárdiz, a través de los cuales entró en el partido, llegando a ser secretario general del mismo.
Tras la muerte de Franco volvió a España, siendo el secretario general de la formación durante casi cinco años en la Transición. En representación de su partido formó parte de algunos organismos unitarios de la oposición antifranquista en el País Vasco. Participó también en las conversaciones de Chiberta entre todas las fuerzas del nacionalismo vasco, en las que ETA pretendía formar un "frente nacional" rupturista que boicotease las elecciones, que fue rechazado por casi todas las fuerzas políticas, incluida ANV. Como resultado de las conversaciones, formó parte de la delegación de alcaldes que se entrevistó con Adolfo Suárez reclamando la amnistía.
Tras los malos resultados de ANV en las elecciones generales de 1977, en las que Solagaistua fue candidato por Vizcaya, ANV entró en 1978 en la Mesa de Alsasua junto a otras formaciones nacionalistas vascas de izquierda (ESB-PSV, HASI, LAIA), dando lugar a la coalición Herri Batasuna (HB). En las elecciones generales de 1979, Solagaistua fue candidato de Herri Batasuna por Vizcaya, sin obtener escaño. 
En el V Congreso de ANV, celebrado en julio de 1979, chocaron las dos corrientes internas de ANV, la que era más fiel a los principios tradicionales e históricos del partido y la partidaria de HASI y de la Alternativa KAS. Soagaistua dimitió de su cargo tras sentirse amenazado, según explicó años después. Josu Aizpurua, afín a las tesis de la KAS, fue entonces elegido secretario general del partido. A pesar de haber dimitido como secretario general, Solagaistua siguió ocupando su puesto como concejal en Guecho y como diputado foral en la Diputación Foral de Vizcaya, puestos para los que había sido elegido en las elecciones municipales y forales de 1979.
Posteriormente pasó al Partido Comunista de Euskadi formando parte de Ezker Batua, formación por la que fue candidato en diversos procesos electorales en la década de los noventa. Más tarde pasó al Partido Socialista de Euskadi, por el que fue candidato a alcalde en Sopelana en las elecciones municipales de 2007, resultando elegido concejal.
En 2003 publicó el libro Getxo, historia de sus gentes.